# Michał Misiurewicz
Michał Misiurewicz (9 de novembre, 1948) és un matemàtic polonès. És conegut per les seves contribucions a sistemes dinàmics caòtics i geometria fractal, notablement pel punt de Misiurewicz.
Misiurewicz va participar en les Olimpíades Internacionals de Matemàtiques per Polònia, guanyant una medalla de bronze l'any 1965 i una medalla d'or (amb puntuació perfecta i premi especial) l'any 1966. Va obtenir el seu Doctorat a la Universitat de Varsòvia sota supervisió de Bogdan Bojarski.
L'any 2012 esdevingué membre de la Societat Americana de Matemàtiques.